# ГЕС Туаї
ГЕС Туаї – гідроелектростанція на сході Північного острова Нової Зеландії. Знаходячись між ГЕС Kaitawa (36 МВт, вище по течії) та ГЕС Piripaua (25 МВт), входить до складу каскаду на річці Waikaretaheke, яка дренує природне озеро Waikaremoana та впадає ліворуч до річки Waiau, котра в свою чергу є правою притокою Wairoa (завершується на східному березі острова у тихоокеанській затоці Хок за 65 км на північний схід від міста Нейпір).
Зведена на Waikaretaheke невисока земляна гребля дозволила підняти рівень води на 3 метри та спрямувати її в долину лівої притоки – струмка Kaitawa. Тут за сотню метрів від колишнього устя струмка починається водосховище Kaitawa, що охопило мале природне озеро та оточуючу його болотяну місцевість.
Від сховища, поверхня якого в операційному режимі має діапазон коливань у 2,6 метра,  прокладений короткий дериваційний тунель довжиною 0,27 км з діаметром 3,7 метра. Після запобіжного резервуара відкритого типу він переходить у три напірні водоводи довжиною по 1,1 км зі спадаючим діаметром від 2 до 1,7 метра. Останні виводять до машинного залу на березі водосховища Whakamarino, створеного за допомогою земляної греблі на ще одній лівій притоці Waikaretaheke струмку Кахуітангаро.
У 1929 році станцію ввели в експлуатацію з двома турбінами типу Френсіс потужністю по 16 МВт, а за десять років, коли економіка почала відходити після Великої депресії, до них додали ще одну того ж типу потужністю 20 МВт. Наразі ж всі три гідроагрегати номіновані показником у 20 МВт. Це обладнання при напорі 205 метрів забезпечує виробництво 218 млн кВт-год електроенергії на рік.
Відпрацьована вода потрапляє у сховище Whakamarino, звідки спрямовується на нижній ступінь каскаду.
Можливо також відзначити, що первісно річка Waikaretaheke дренувалась через природну греблю, котра виникла внаслідок зсуву та утворила озеро Waikaremoana. Вже після запуску ГЕС Туаї в межах проекту станції верхнього ступеню провели роботи з ліквідації просочувань та організували дренування озера у підвідний тунель ГЕС Kaitawa.